# Шекель Ольга Федорівна
О́льга Фе́дорівна Ше́кель (нар. 28 травня 1994) — українська велогонщиця. Учасниця Олімпійських ігор-2020.

## З життєпису
Виступає за UCI Women's Team A.R. Monex Women's Pro Cycling Team.
У сезоні 2021 року приєдналася до команди «Dubai Police» в перший сезон на рівні «UCI».
Була срібною призеркою в гонках на час — вік до 23 років — на чемпіонаті Європи-2015. За кілька днів до старту зазнала травми в автокатастрофі.
Основні результати
- 2012 — Чемпіонат України з велоспорту на час, 8-ма
- 2013 — Чемпіонат України з велоспорту на шосе — 10-та у перегонах на час і 10-та у шосейних перегонах
- 2015
  - Чемпіонат Європи з велоспорту на шосе — срібна нагорода
  - Чемпіонат країни з велоспорту на шосе
  - Четверта у перегонах на час
  - 4-та в шосейних перегонах
- 2017
  - 2-га — Race Horizon Park
  - Чемпіонат країни з велоспорту на шосе — 3-тя; 7-ма у перегонах на час

9-та у змаганні на час, Чемпіонат Європи з шосейного велоспорту
- 2018; Чемпіонат країни з автошляхів
  - 1-ша в перегонах на шосе
  - 2-га в жіночих перегонах Horizon Park
  - 3-тя у VR Women ITT
  - 5-та у загальному турі Eftalia та Velo Alanya
  - 8-ма загальний Джиро ді Тоскана — Меморіал Мікели Фаніні
- 2019
  - Чемпіонат країни з велоперегонів

1 -й шосейний забіг -3-тя в перегонах на час
- - Гранпрі Вишеград — 4-та
  - 1-ша в перегонах (Чабани)
  - 2-га на Гранпрі Alanya
- 2020 Чемпіонат України з шосейного велоспорту — 1-ша у перегонах на час; 2-га в шосейних перегонах
- 1-ша на Grand Prix Gazipaşa
- 2022
  - 1-ша на Grand Prix Gazipaşa
  - 6-та на GP Mediterrennean

Учасниця олімпійських ігор-2020.